# Christmas (Lied)
Christmas ist ein Rock-Song der britischen Band The Who; er wurde von dem Who-Gitarristen Pete Townshend geschrieben und erstmals 1969 veröffentlicht. Es ist das siebte Musikstück des als Rockoper eingestuften Konzeptalbums Tommy und eröffnet die zweite Seite der ursprünglichen Doppel-LP. Auch wenn das Stück nie offiziell als Single ausgekoppelt wurde, so gilt es doch als eines der wichtigsten des Albums, sowohl musikalisch als auch für dessen Deutung.

## Hintergründe und Entstehungsgeschichte

### The Who und das AlbumTommy
Im Mai 1969 veröffentlichte The Who ihr viertes Studioalbum, die Doppel-LP Tommy. Die Lieder wurden zwischen September 1968 und März 1969 in den Londoner IBC Studios aufgenommen. Die 24 Stücke mit einer Gesamtlaufzeit von 75:15 Minuten bilden eine inhaltlich-thematische Einheit und erzählen die Geschichte des fiktiven Tommy Walker ab 1921 als „deaf, dumb and blind boy“, eines über Jahre tauben, stummen und blinden Jungen; durch seine ausgeprägte Fähigkeit, Schwingungen und Vibrationen wahrnehmen zu können, steigt Tommy zum gefeierten Flipperspieler auf, der eine wundersame Heilung erfährt und zunächst von seinen Anhängern als Guru gefeiert wird, ehe sie ihn fallen lassen, weil er sich ihren Vermarktungsbemühungen entzieht.
Townshend, von dem zwanzig der 24 Stücke stammen, entwickelte das Albumkonzept, nachdem er Mitte der 1960er-Jahre mit den Lehren des indischen Mystikers Meher Baba in Berührung gekommen war, die er musikalisch umzusetzen suchte. Das Album erhielt von Beginn an beste Kritiken und brachte der Band den endgültigen musikalischen und wirtschaftlichen Durchbruch; es gilt bis heute als wegweisend für die Geschichte der Rockmusik. The Who promoteten Tommy mit einer ausgedehnten Konzerttournee in den Jahren 1969 und 1970, zu deren Höhepunkten das legendäre Woodstock-Festival ebenso zählt wie die Isle of Wight Festivals 1969 und 1970 sowie Konzerte in der University of Leeds und der Metropolitan Opera in New York City.
Die Rockoper wurde schließlich zum Ausgangspunkt vielfältiger künstlerischer Projekte: Am Opernhaus von Seattle entstand bereits 1971 eine Version als klassische Oper, im Folgejahr eine Adaption mit klassischem Orchester in der Bearbeitung von Lou Reizner, 1975 der Spielfilm Tommy und 1992 ein Broadway-Musical. Das ursprüngliche Musikalbum verkaufte sich über zwanzig Millionen Mal und wurde mehrfach neu herausgebracht, darunter 1996 neu abgemischt auf CD, 2003 als Super-Audio-CD und 2013 als Box-Set mit bis dahin unveröffentlichtem Bonusmaterial.

### Pete Townshend und die Spiritualität

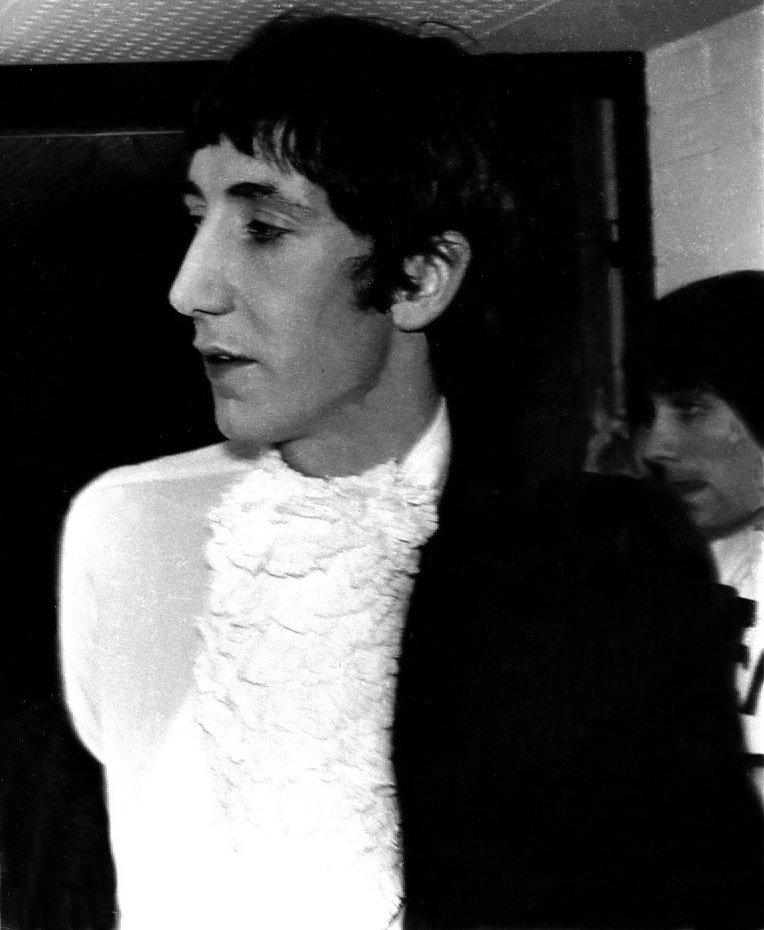
Who-Gitarrist Pete Townshend (vorne), Komponist von Christmas, mit Schlagzeuger Keith Moon (hinten rechts) im Backstage-Bereich 1967

Townshend, geboren am 19. Mai 1945 in London, wuchs in einem christlich geprägten familiären Umfeld in England auf, hatte über enge Freunde seines Vaters sowie Nachbarn aber auch Kontakte zu Juden, teils strenggläubigen. Bereits seine Eltern waren Berufsmusiker; als Sängerin beziehungsweise Klarinettist und Saxophonist einer Bigband nahmen sie Pete als Kind häufig mit auf Tourneen und sonstige Reisen, so dass er vielfältige Eindrücke sammeln konnte.
Christmas ist eines der ersten von mehreren Liedern, in denen Townshend Religion und Spiritualität thematisiert, noch vergleichsweise selten bei The Who, häufiger bei seinen Soloprojekten. Vor allem zwei Erfahrungen zu Beginn seiner Karriere waren prägend: einerseits die Erkenntnis, dass Rauschmittel für ihn eine Sackgasse darstellten, andererseits eine halluzinatorische außerkörperliche Erfahrung des an Flugangst leidenden Musikers an Bord eines Flugzeugs. Im Gegensatz zu beispielsweise George Harrison von den Beatles wandte sich Townshend in den 1960er-Jahren einer spirituellen Glaubenslehre mit konventionelleren, auch in der westlichen Gesellschaft anerkannten Werten zu, speziell dem schweigenden indischen Mystiker und selbsternannten „Avatar“ (im Sinne einer Personifizierung Gottes auf Erden) Meher Baba (1894–1969).
Vordergründig geht es in Christmas – wie es der Musikjournalist Mike Segretto unter Bezug auf Townshend formuliert – um die religiöse Sachfrage: „Wenn ein Kerl taub, stumm und blind ist und er weder beten kann, noch überhaupt irgendwas von einer Gottesvorstellung weiß, wie kann er da vor der Verdammnis gerettet werden?“ Dabei spiegele Townshend nicht vor, eine Antwort darauf zu haben.

### Pete Townshend, The Who und Weihnachten
Für Pete Townshend als Musiker und allgemein für die Band The Who waren die Tage um Weihnachten mehrfach prägend oder führten zu besonderen Auftritten. So schenkte Petes Großmutter Denny an Weihnachten 1956 dem Elfjährigen eine einfache Spanische Gitarre, auf der er sich in der Folgezeit das Gitarrespielen weitgehend autodidaktisch selbst beibrachte. Mitunter ziehen Musikjournalisten bei der Interpretation der Rockoper Tommy Parallelen zwischen dem dortigen, noch kindlichen Protagonisten mit seinem Pinball-Spiel einerseits sowie allgemein jungen Menschen und ihrem ersten Zugang zur Musik oder im Speziellen dem jungen Pete mit seiner Gitarre andererseits.
Seitens der Plattenfirma von The Who bestand mehrfach der Druck, neue Musikalben rechtzeitig für das schon damals wirtschaftlich bedeutsame Weihnachtsgeschäft herauszubringen. So war das Vorgängeralbum zu Tommy, The Who Sell Out, rechtzeitig am 16. Dezember 1967 erschienen. Für das vierte Studioalbum drängte die Plattenfirma auf eine Fertigstellung vor Weihnachten 1968, weshalb dieser Termin unter den Musikern zunächst für intensive Diskussionen sorgte; da jedoch die neuartige Idee als Konzeptalbum und Rockoper zu Beginn der Studiosessions im September 1968 noch nicht ausgereift war, verzögerten sich die weiteren Aufnahmen zu Tommy und die Veröffentlichung letztlich bis Mai 1969, auch weil die Studioaufnahmen aus finanziellen Gründen und wegen anstehender Konzerte häufig unterbrochen werden mussten.
Ansonsten pflegten die Bandmitglieder einen lockeren Umgang mit den Festtagen und den Konventionen: Im Rahmen der erfolgreichen britischen TV-Musikshow Ready Steady Go beispielsweise wirkte der Who-Schlagzeuger Keith Moon an einem albernen Weihnachts-Pantomimenspiel mit, das auf dem häufig an den Festtagen gezeigten Märchenstoff Aschenputtel beruhte; ergänzend nahm die Band eine Version des zu Weihnachten gebräuchlichen Winterliedes Jingle Bells auf, die in der Folgewoche in der Heiligabendausgabe der Show ausgestrahlt wurde.

### Die Bedeutung vonChristmasfür den Ablauf des AlbumsTommy
In Christmas wird der Protagonist der Rockoper erstmals namentlich als „Tommy“ erwähnt; zuvor wird er lediglich allgemein als „Kind“, „Junge“ und „Sohn“ bezeichnet (Overture, It’s a Boy, 1921 und Amazing Journey). Auch findet sich in diesem Song die erste Erwähnung von Pinball, dem „Flipperspiel“, das im weiteren Verlauf des Albums eine große Bedeutung erhält, speziell dem bekannten, erfolgreichen Lied 13, Pinball Wizard.

## Versionen und deren Veröffentlichungen
Von Christmas entstanden im Laufe der Zeit diverse Versionen durch die Band The Who.

### Die Studioversion
Die bekannteste ist die Studioversion, die 1969 auf dem Album Tommy erstmals veröffentlicht wurde. Sie spielt in der Zeit nach dem Ersten Weltkrieg, als der mit seiner Mannschaft im Krieg als verschollen geltende Captain Walker zu seiner Ehefrau zurückkehrt und erstmals auf seinen Sohn Tommy, aber auch den neuen Lebensgefährten seiner Frau trifft. Tommy wird taub, stumm und blind, nachdem er ungewollt Zeuge einer nicht näher beschriebenen Gewalttat seiner Eltern wurde, offenbar der Tötung des Lebensgefährten der Mutter, und beide Elternteile ihm einreden, nichts gehört und nichts gesehen zu haben.
Christmas wurde – wie alle Stücke des Albums Tommy – von Kit Lambert (1935–1981) produziert, der damals auch Manager der Band war. Als Sohn des Dirigenten und Komponisten Constant Lambert (1905–1951) war er auch mit klassischer Musik vertraut; er hatte Pete Townshend stets darin bestärkt, ein Konzeptalbum zu schaffen, dessen Grundidee Townshend schon seit 1966 verfolgte und das bereits alle Elemente enthielt, die später als Rockoper zusammengefasst wurden. Weitere Beteiligte waren der Toningenieur Damon Lyon-Shaw sowie der Executive Producer Chris Stamp (1942–2012).
Die Studioversion wurde vollständig von den vier Bandmitgliedern Roger Daltrey (Gesang), Pete Townshend (Gitarren, Gesang), Keith Moon (Schlagzeug) und John Entwistle (Bass) eingespielt.

#### Als Teil des AlbumsTommy
In der ursprünglichen Fassung als Doppel-LP von 1969 leitet Christmas die zweite Seite des Albums ein, die jedoch, um die Platten auch in einem Plattenwechsler einsetzen zu können, nicht auf die Rückseite der ersten Platte, sondern die Vorderseite der zweiten gepresst ist. Bei der Neuauflage 1972 wählte Track Records eine herkömmliche Pressung, so dass sich Christmas als erstes Lied auf der Rückseite der nun Tommy – Part 1 genannten Langspielplatte befindet. Erstmals 1984 erschien das Album in digitaler Form auf einer Doppel-CD mit Neuauflagen 1990 und 1993, nun als Einzel-CD. 1996 erschien die von Jon Astley digital remasterte CD-Version; speziell bei Christmas treten nun die beiden verschiedenen Gitarrenspuren deutlicher und klarer unterscheidbar hervor. Weitere Überarbeitungen und Aufwertungen mit Bonusmaterial erfolgten 2003 und 2013.
Auf den CDs schließt Christmas direkt an den ausklingenden Schlussakkord in D-Dur des sechsten Stückes an, Eyesight to the Blind (The Hawker), das einzige Lied des Albums, das nicht von einem Who-Bandmitglied geschrieben wurde, sondern bereits 1951 von Sonny Boy Williamson II. Auf Christmas folgt Cousin Kevin, eines von zwei Stücken, die der Who-Bassist John Entwistle zum Album beigesteuert hat.

#### Auf Singles-Serien und EPs
Offiziell wurde Christmas nie als Single ausgekoppelt, es stand 1969 jedoch kurz davor: Pete Townshend schätzte von jeher Singles „als konzentrierte Form der Popmusik“ und wirtschaftliche Alternativen zu den teureren Langspielplatten. Zudem wurde seiner Meinung nach die Doppel-LP Tommy im Vereinigten Königreich zu teuer verkauft. Ungeachtet des Gesamtkonzeptes des Doppelalbums setzte er sich gemeinsam mit dem Managementteam von The Who dafür ein, den Fans den maßgeblichen Platteninhalt preisgünstiger in Form einer Serie von Singles zugänglich zu machen. Auf ihr Drängen ließ Polydor schließlich im Juli 1969 eine Serie mit drei Singles für den britischen Markt pressen: Christmas wurde mit Overture kombiniert, dem weitgehend instrumentalen Eröffnungsstück des Albums, ferner Go to the Mirror! mit Sally Simpson (Lieder 15 und 20 des Albums) sowie I’m free mit 1921 (Lieder 21 und 3). Allerdings brach das Plattenlabel dieses Vorhaben kurzfristig ab und lieferte die bereits fertigen Singles nicht mehr an die Plattengeschäfte aus. Offenbar befürchtete es zu große Verkaufseinbrüche für das gewinnträchtige Doppelalbum.
Townshend sowie der Who-Manager und -Produzent Lambert verfolgten die Idee jedoch weiter. So erschien schließlich im November 1970 bei Polydor im Vereinigten Königreich eine für sechs Shilling erhältliche EP, bei der Christmas als zweites Lied mit den drei Songs See Me, Feel Me sowie Overture und I’m free kombiniert wurde. Für Käufer, die die im Monat zuvor erschienene normale Single See Me, Feel Me erworben hatten, organisierte das Plattenlabel sogar eine Umtauschmöglichkeit, wodurch Christmas eine nochmals größere Verbreitung und Bekanntheit fand.
Für den amerikanischen Markt war das Plattenlabel Decca zuständig; Christmas erschien dort jedoch nicht in einer weiteren Form. Zwar gab es dort 1969 das spezielle Singles-Box-Set Excerpts from Tommy mit acht Musikstücken auf vier Singles; dieses Set war jedoch nur zu Werbezwecken für Radiostationen bestimmt und sparte Christmas aus.
Hingegen erschienen 1970 für einzelne Märkte spezielle Zusammenstellungen mit dem Song Christmas. In Neuseeland war die britische EP in einer abgewandelten Form erhältlich: Als zweites Lied folgte Christmas hier auf Overture, gefolgt von I’m free und See Me, Feel Me; die Abfolge der Lieder war damit an die Chronologie der LP Tommy angepasst, wo sie an Position 1, 7, 21 und 24 stehen. In Mexiko erschien im selben Jahr eine Zusammenstellung, bei der Christmas als drittes und letztes Lied mit zwei bis dahin unveröffentlichten Songs kombiniert wurde, mit The Seeker (aus der kommenden LP-Kompilation Meaty Beaty Big and Bouncy von 1971) und Here for more (aus der erst 1985 veröffentlichten LP Who’s missing).

### Die Demoversion
Als Bonusmaterial späterer Wiederveröffentlichungen des Albums Tommy brachten The Who auch Pete Townshends Demoaufnahme von Christmas heraus. Er hatte sie alleine in seinem Heimstudio aufgenommen, ursprünglich ausschließlich, um seinen Bandkollegen den neuen Song vorzustellen. Die Instrumentierung beschränkt sich hier auf ein Klavier mit schlichter Gitarrenbegleitung und hörbarem Metronom; auch singt Pete Townshend in dieser Version alle Teile des Stückes selbst.
Der grundsätzliche Ablauf entspricht bereits der späteren Albumversion. Das Demo ist jedoch entstehungsgeschichtlich insofern interessant, als es zu Beginn der zweiten Strophe noch nicht den Bezug zum Flipperspiel aufweist. Statt Playing poxy pinball, … heißt es dort noch Playing with himself, …. Hintergrund ist, dass die Band während der Aufnahmesessions dem einflussreichen britischen Musikjournalisten Nic Cohn eine grob abgemischte Vorabversion des Albums vorspielte, von ihm jedoch nur eine zurückhaltende Reaktion erhielt, für den erfolgversprechenden Fortgang der Aufnahmen aber auf eine positive Rezension angewiesen war. Darum wissend, dass Cohn ein Freund des Sports und besonders von Flipperautomaten war, schlug Townshend vor, Tommy zum Flipperspieler werden zu lassen; dadurch rang er Cohn die Zusage einer positiven Rezension ab, der das Album – etwas umgestaltet und ergänzt um Pinball Wizard – schließlich als „Meisterwerk“ würdigte.

### Live-Performances
Christmas gehörte in den Jahren 1969 und 1970 zum festen Live-Repertoire von The Who und auch in den folgenden Jahrzehnten griff die Band in Live-Konzerten immer wieder auf dieses Musikstück zurück. Dementsprechend erschien es auch wiederholt auf Livealben und Live-DVD-Konzertmitschnitten, die die Band seit der Erstveröffentlichung der Studioversion herausbrachte. Die Spanne der bekannten Liveversionen von Christmas reicht beispielhaft vom Isle of Wight Festival 1970, dort gekürzt um die zweite Strophe, bis zum Auftritt in der Londoner Royal Albert Hall im April 2017.

### Die Filmversion
Christmas ist ferner Teil des 1975 erschienenen Musikfilms Tommy, für den Ken Russell auf Basis des Studioalbums das Drehbuch schrieb und sowohl die Regie als auch die Produktion übernahm. Die Ausgangssituation ist dort jedoch in mehreren Punkten verändert: Die Handlung spielt nicht in der Zeit nach dem Ersten, sondern nach dem Zweiten Weltkrieg; ferner sind es hier Mrs. Walker, dargestellt von der schwedisch-US-amerikanischen Sängerin und Schauspielerin Ann-Margret, und ihr neuer Lebensgefährte Frank Hobbs, dargestellt von dem britischen Schauspieler Oliver Reed, die den heimkehrenden Captain Walker töten.
Der Song ist eingebettet in eine große Weihnachtsfeier, die Tommys Mutter und Stiefvater für die Freunde der Familie geben. Die Musik dieser Version von Christmas spielte The Who selbst ein. Ann-Margret singt die erste Strophe und den Refrain; es folgt direkt das erste Zwischenspiel, in dem sich Ann-Margret und Oliver Reed abwechseln, und sodann das zweite Zwischenspiel mit einer kindlichen Stimme aus dem Off; an das nochmalige, verkürzte erste Zwischenspiel, gesungen von Ann-Margret, schließen sich nun die zweite Strophe und der Refrain an, bei dem sich beide Sänger zunächst abwechseln und schließlich gemeinsam enden.

### Weitere Fassungen
Eine weniger bekannte, rein instrumentale, 4:43 Minuten lange Fassung von Christmas, bezeichnet als Outtake 3, veröffentlichte die Band im Rahmen der Deluxe Edition von Tommy aus dem Jahr 2003. Sie entstand während der ursprünglichen Studioaufnahmen und umfasst nur die Gitarren- sowie die Schlagzeugspur in Stereo, wodurch beide Instrumente besonders gut hervortreten. Auf derselben Platte findet sich noch eine weitere, nur 1:55 Minute kurze Version von Christmas; ferner veröffentlichte die Band auf der Deluxe Edition 2013 von Tommy eine 3:11 Minuten lange Liveversion, die bereits im Oktober 1969 im Capitol Theatre im kanadischen Ottawa aufgenommen worden war.

## Die Komposition
Der Song besteht in der normalen Studiofassung aus mehreren Teilen, die während der Laufzeit von 4:34 Minuten teilweise wiederholt werden. Die Abfolge kann wie folgt zusammengefasst werden:

„Strophe 1 – Refrain –/– Strophe 2 – Refrain –/– Zwischenspiel 1 – Zwischenspiel 2 – Zwischenspiel 1 –/– Strophe 1 – Refrain“

Die Musikaufnahme hat zwei Protagonisten: Tommys Vater ist mit den Strophen, dem Refrain und dem Zwischenspiel 1 der ganz überwiegende Text zugeordnet; zudem tritt nach 2:28 Minuten Laufzeit in dem etwa 35 Sekunden langen Zwischenspiel 2 erstmals Tommy selbst, noch als Kind, auf dem Album in Erscheinung. An wen sich der Vater in den Strophen und dem Refrain richtet, ist nicht eindeutig: In Betracht kommen seine Ehefrau, Tommy, ein unbestimmter Kreis von Zuhörern oder ein Selbstgespräch, entsprechend der filmischen Umsetzung aber auch der Kreis der Weihnachtsgäste der Familie. Im Zwischenspiel 1 hingegen spricht Captain Walker eindeutig und gezielt seinen Sohn an.

### Der Songtext und seine Deutung

#### Inhaltliches

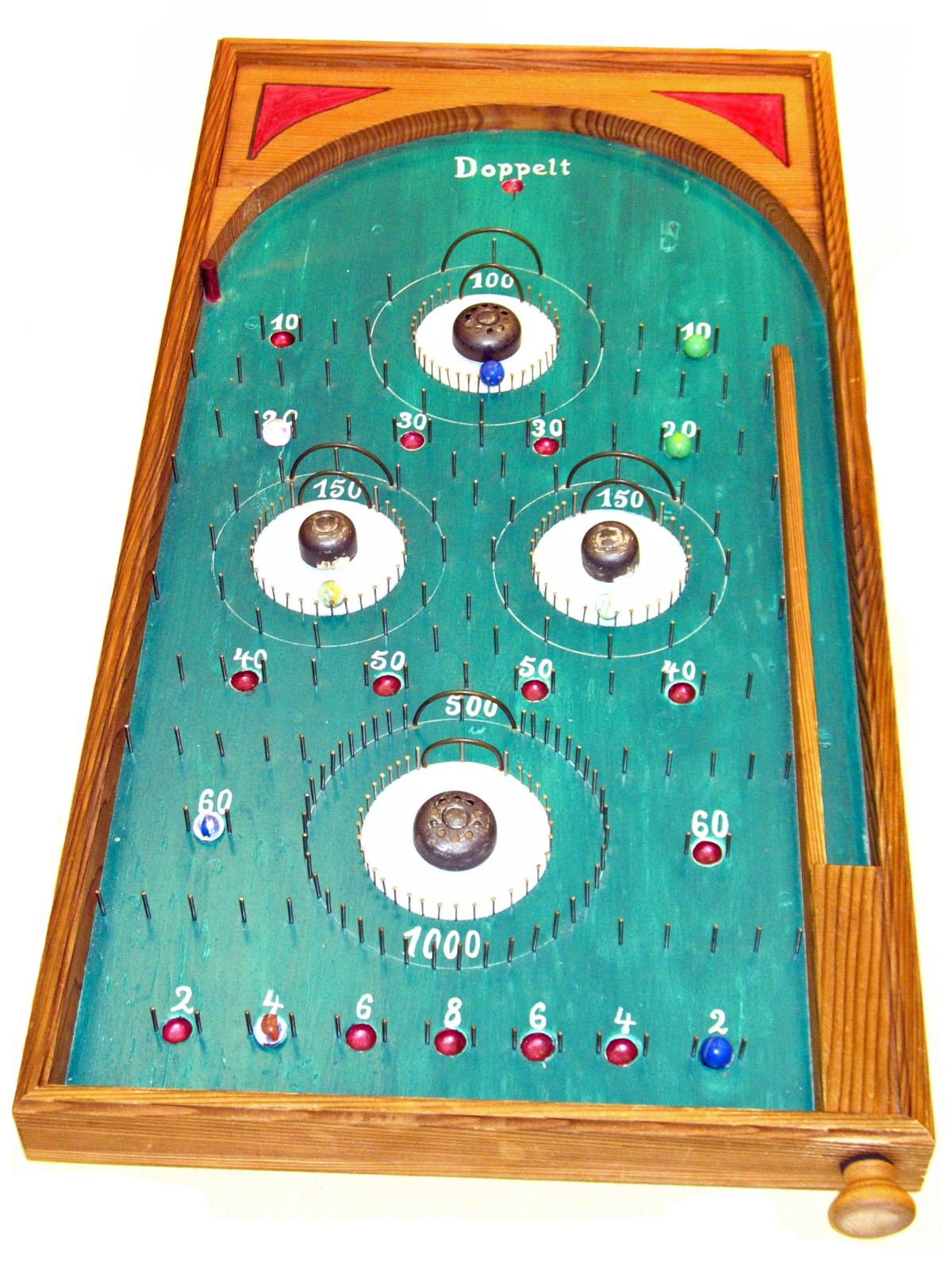
Ein Tivolispiel (Rekonstruktion), eine Art Vorläufer des Flipper-Automaten: Mit einem ähnlichen Spiel („poxy pinball“) beschäftigt sich der taube, stumme und blinde Tommy Walker an dem in Christmas besungenen Weihnachtstag Ende der 1920er-/Anfang der 1930er-Jahre.

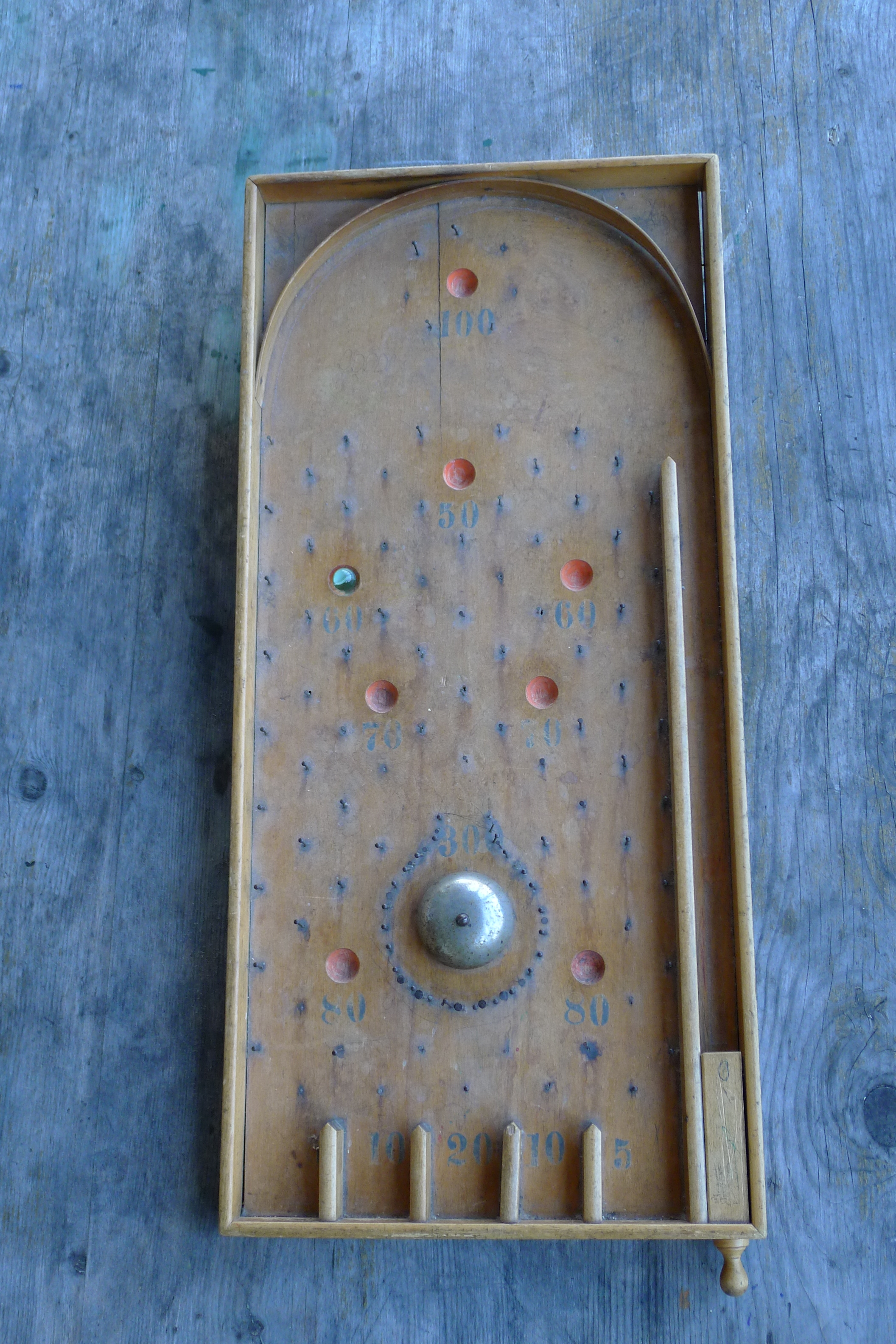
Ein anderer Flipper-Vorläufer: Ein Stoßpudel-Spielbrett aus der Zeit um 1920

Zu Beginn der ersten Strophe betrachtet Tommys Vater das Verhalten der „normalen“ Kinder in seinem Umfeld, wie sie am Tag der Weihnachtsbescherung schon vor dem Sonnenaufgang erwachen und aufgeregt mit gespannten Gesichtern dem weiteren Tag entgegenfiebern:

„Did you see the faces of the children, / they get so excited
Waking up on Christmas morning / hours before the winter sun’s ignited.“

Zum Ende der ersten Strophe beschreibt Captain Walker das Seelenleben dieser Kinder und die Verknüpfung ihres christlichen Glaubens mit materiellen Zuwendungen:

„They believe in dreams and all they mean / including heaven’s generosity.
Peeping round the door / to see what parcels are for free in curiosity.“

Im folgenden Refrain hält Tommys Vater das aus seiner Sicht bislang sinnentleerte und hoffnungslose Leben seines zu dieser Zeit tauben, stummen und blinden Sohnes dagegen und stellt die grundlegende Frage, wie dieser im Sinne des christlichen Glaubens überhaupt Erlösung finden könne:

„And Tommy doesn’t know what day it is.
He doesn’t know who Jesus was or what praying is.
How can he be saved
From the eternal grave?“

Zu Beginn der zweiten Strophe betrachtet Captain Walker näher das in sich gekehrte, isolierte Leben seines Sohnes:

„Surrounded by his friends he sits so silently / and unaware of everything.
Playing poxy pinball, picks his nose and smiles and / pokes his tongue at everything.“

Zum Ende der zweiten Strophe beschreibt Tommys Vater seine grundsätzliche weltanschauliche Überzeugung verbunden mit Zweifeln an einer zukünftigen Erlösung seines Sohnes, aber auch einer Hoffnung auf dessen Heilung:

„I believe in love / but how can men who’ve never seen light be enlightened.
Only if he’s cured / will his spirits future level ever heighten.“

Es schließt sich ein zweites Mal der (unveränderte) Refrain und sodann das erste Zwischenspiel an, in dem Captain Walker zunächst sechsmal bittend und flehentlich fragend seinen Sohn anspricht und sodann die Frage aus dem Refrain nach einer Erlösung wiederholt:

„Tommy, can you hear me? / How can he be saved?“

Es folgt ein zweites Zwischenspiel mit Tommys einmal wiederholter Aufforderung, ihn anzusehen, zu fühlen, zu berühren und zu heilen:

„See me, feel me, touch me, heal me!“

Hierauf folgt ein zweites Mal das (unveränderte) erste Zwischenspiel als Zeichen, dass Tommys Bitte nur ein innerer Wunsch und (noch) keine äußerlich wahrnehmbare Bekundung war. Im Anschluss werden die erste Strophe und der Refrain unverändert wiederholt.
Die beiden Strophen haben die einfache Reimform AABB CCDD’ und auch der Refrain folgt diesem Grundschema.

### Melodie, harmonisches Grundgerüst und Arrangement
Die Studioaufnahme von Christmas beginnt – für einen Rocksong vergleichsweise ungewöhnlich – gänzlich ohne Intro, zudem ohne Auftakt.

#### Die Strophen

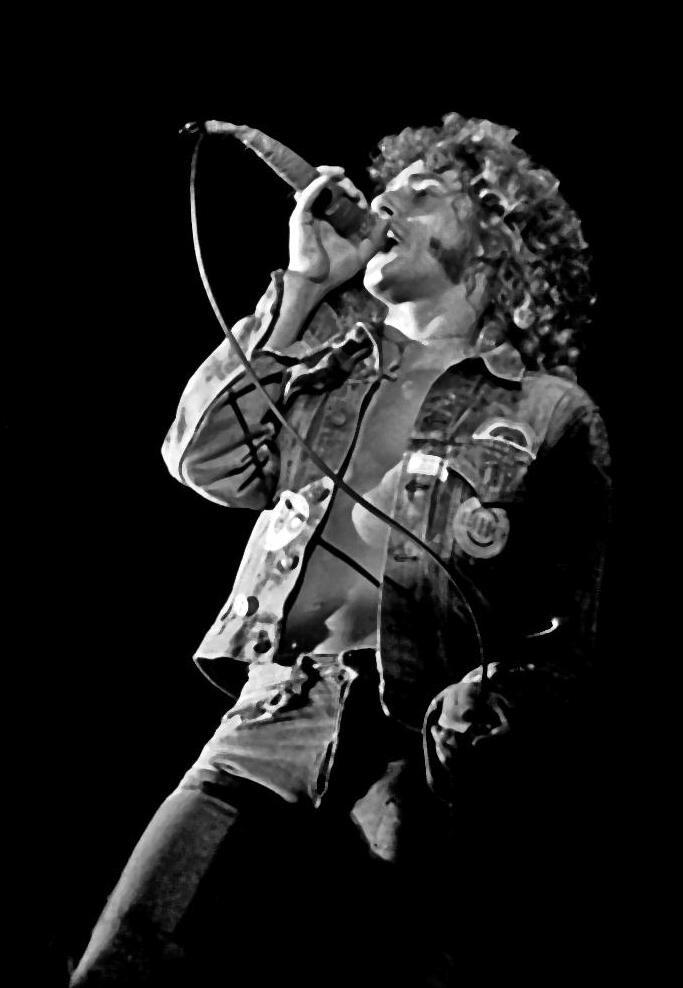
Singt auf Christmas Strophe und Refrain als Captain Walker sowie das Interlude als Tommy: Roger Daltrey (hier: Konzert in Hamburg 1972)

Singstimme, mehrstimmiger Begleitgesang sowie die begleitenden Instrumente – Gitarre, Schlagzeug und Bass – setzen gleichzeitig mit der ersten Strophe ein, die wie das gesamte Musikstück im 4⁄4-Takt komponiert ist; das Tongeschlecht der Strophe ist Dur. Auf zwei Takte mit rhythmischen Achtel- und Viertelnoten auf dem Grundakkord G-Dur folgen zwei Takte auf dem Grundakkord D-Dur, was im Verlauf der Strophe noch dreimal wiederholt wird. Für eine gewisse harmonische Spannung sorgt zum einen im G-Dur-Teil die Singstimme, die mehrfach zwischen dem Grundton G und dem darunterliegenden Fis wechselt, woraus sich zusammen mit der Begleitung ein (großer) Septakkord (Gmaj7) ergibt, zum anderen im D-Dur-Teil ein Quartvorhalt (Dsus4), wie er für viele Kompositionen Townshends typisch ist, zunächst in der Singstimme zu Taktbeginn, dann bei der begleitenden Gitarre gegen Ende des ersten Taktes dieses Teils.
In der gedruckten Version des Rechteinhabers Fabulous Music Ltd., London, sind die Strophen mit nur einem Kreuz-Vorzeichen notiert, mithin in der Tonart G-Dur. Harmonisch zeigt die Endung auf dem Grundakkord D-Dur jedoch, dass dieser als Tonika und nicht als Dominante fungiert; der voraufgehende Grundakkord G-Dur wird dementsprechend nicht als Tonika der Tonart G-Dur, sondern als Subdominante der Tonart D-Dur eingesetzt. Das Fehlen des bei D-Dur eigentlich notwendigen zweiten Kreuzvorzeichens in der Notenschrift der gedruckten Version erklärt sich dadurch, dass Townshend bei der Komposition der Strophe in allen Stimmen die Note Cis umgeht (Verzicht auf die Dominante; Umfang der Singstimme nur von d bis g).
Die Singstimme in den Strophen stammt vom Who-Sänger Roger Daltrey. Wer bei der Studioaufnahme den mehrstimmigen Begleitgesang beisteuerte, ist nicht abschließend bekannt oder bestimmbar; im Rahmen des Mehrspurverfahrens waren sicher Townshend und Daltrey beteiligt, möglicherweise auch die beiden übrigen Bandmitglieder. Den Bass spielte John Entwistle ein, das Schlagzeug Keith Moon. Von Townshend kommt die Gitarrenbegleitung, wobei zwei parallele Gitarrenspuren unterschieden werden können, eine weniger und eine stärker verzerrte Gitarre, die zudem verschieden auf die beiden Stereokanäle rechts und links verteilt sind.

#### Der Refrain

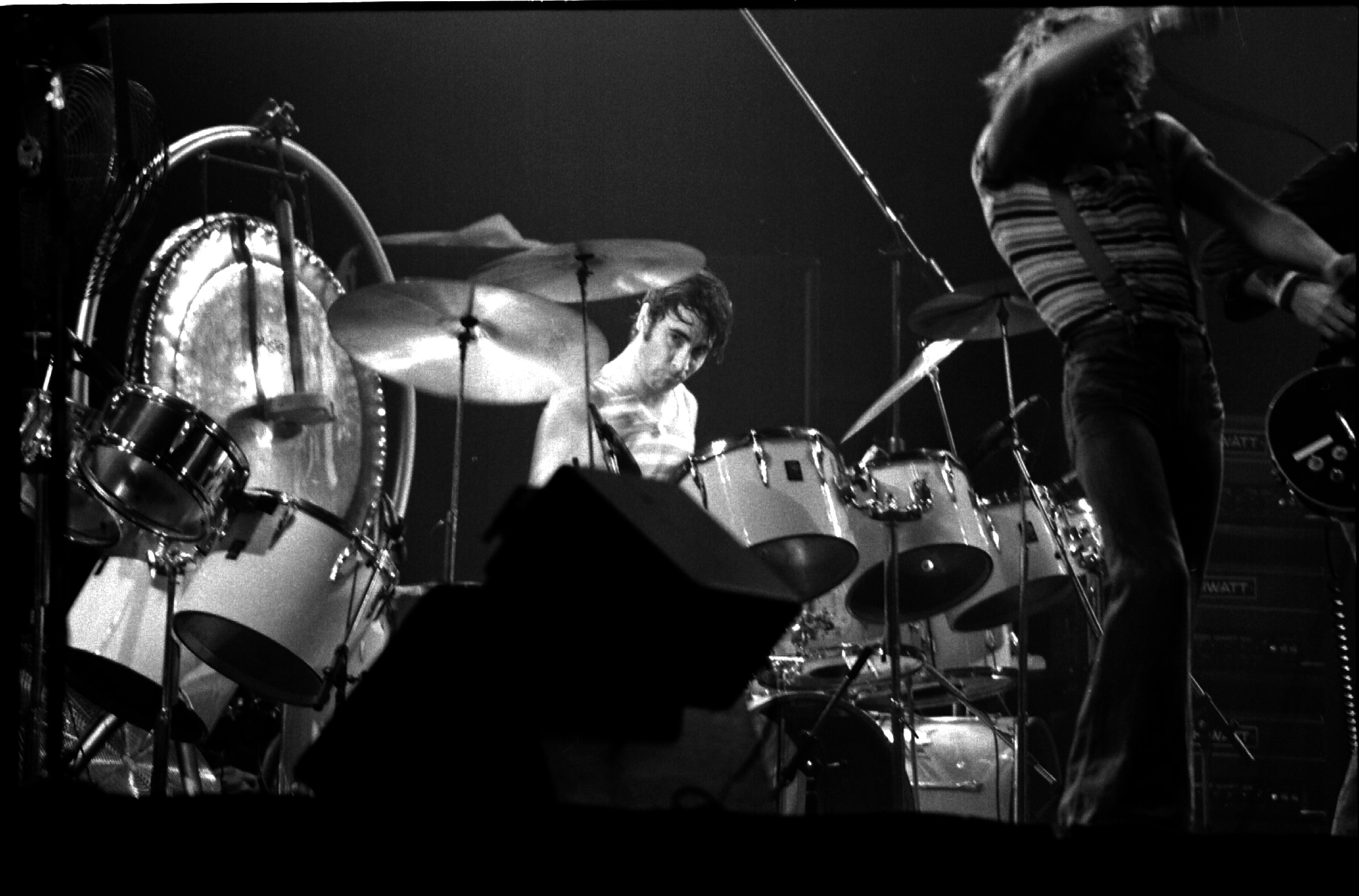
Keith Moon (Mitte), der auf Christmas mit dynamischem Schlagzeug-Spiel, Einwürfen und Wirbeln auffällt (hier: 1976 in Toronto)

Der Refrain verbleibt zunächst in der Tonart D-Dur, erhält durch einen Auftakt und schnellere Harmoniewechsel aber eine größere Dynamik: Auf zwei Schläge mit dem Grundakkord G-Dur (Subdominante), folgen zwei Schläge mit A-Dur (Dominante) und die Rückkehr zu D-Dur (Tonika). Diese vollständige Kadenz wird zunächst zweimal durchlaufen. Für eine harmonische Spannung sorgt jeweils gegen Ende der eigentlich tonartfremde, mit der Jazzharmonik erklärbare Durchgangsakkord Cadd9. Der zweite Teil des Refrains (How can he be saved / From the eternal grave?) wird jeweils mit zwei Schlägen der Grundakkorde C-Dur und G-Dur eingeleitet und zunächst einen Takt lang mit dem Grundakkord D-Dur fortgesetzt (auf … saved …) und beim zweiten Mal mit dem Akkord A-Dur abgeschlossen (auf … grave?). Dabei durchbricht der C-Dur-Akkord harmonisch die bisherige Tonart D-Dur und das harmonisch offene Ende mit A-Dur korrespondiert mit der textlich aufgeworfenen Frage.
Das musikalische Arrangement der Strophe mit zwei Gitarren, Chor, Schlagzeug und Bass wird im Refrain fortgesetzt. Am Ende wird ein Zwischentakt eingeschoben; beim ersten Mal leitet ein für Moon typischer Schlagzeug-Wirbel in die zweite Strophe über, beim zweiten Mal ein Ausklingen des A-Dur-Akkords in das Zwischenspiel 1.

#### Zwischenspiel 1 / Bridge

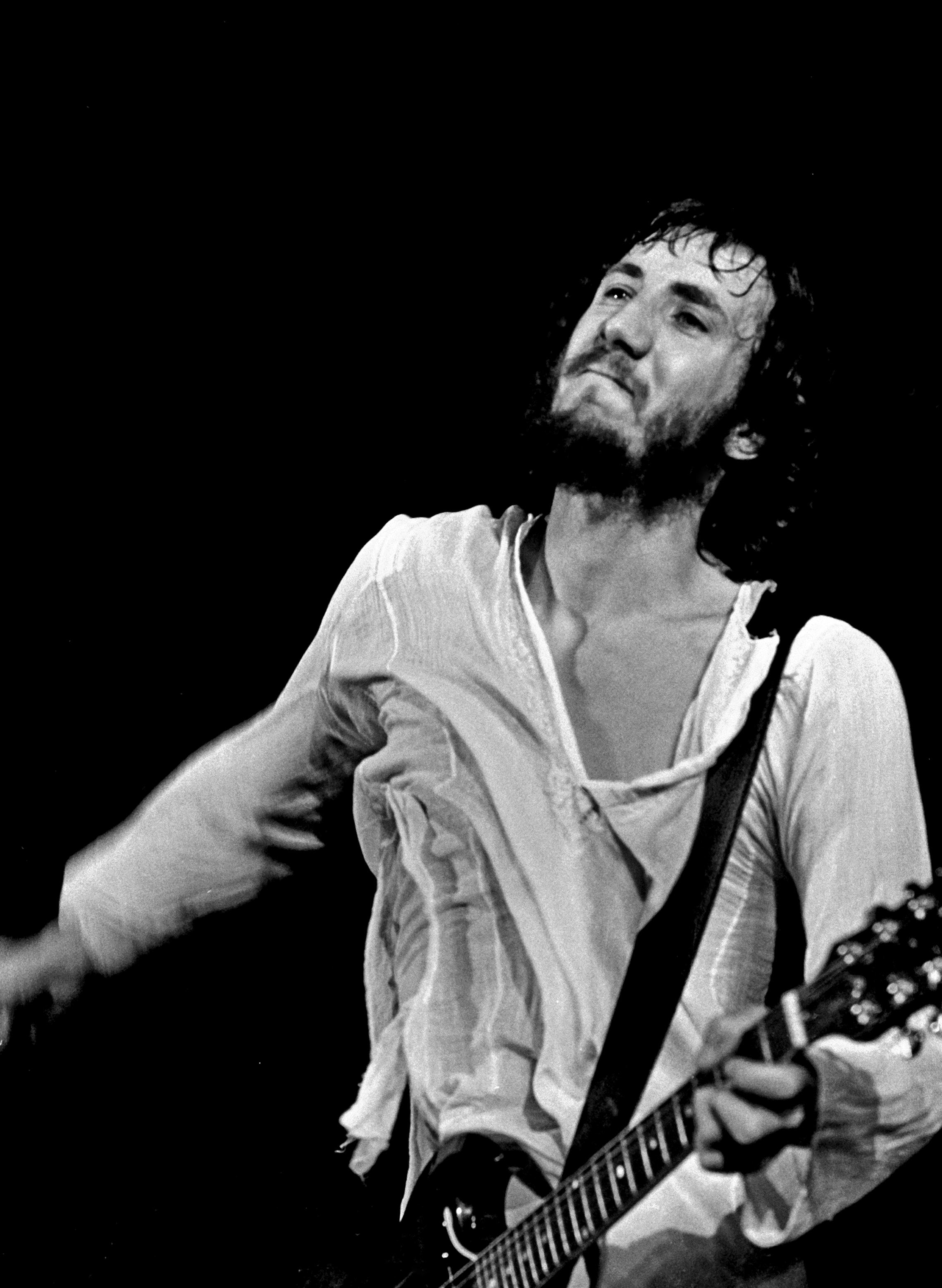
Singt auf Christmas die Bridge als Captain Walker: Pete Townshend (hier: Konzert in Hamburg 1972)

Im Zwischenspiel 1 wechselt der Charakter des Stückes:
- An die Stelle rhythmischer Achtel und Viertel treten zunächst Gitarrenakkorde, die über zwei ganze Takte gehalten werden.
- Statt eines durchgängigen Rhythmus spielen Schlagzeug und Bass nur Einwürfe, die zum Akkordwechsel überleiten.
- Das Tongeschlecht wechselt vorübergehend von Dur zu Moll.
- Pete Townshend übernimmt den Gesangspart als Captain Walker, der mit zunehmend aggressiverer Stimme seinen tauben Sohn anspricht und zu erreichen sucht.

Auf den Einstieg mit dem Akkord g-Moll folgen teils disharmonisch-grell klingende Akkorde, teils vermindert, teils komplex als Sept-, Non- und Tredezimakkord. Der Grundton wandert dabei absteigend von G über F und E zu Es, zurück zu G und erneut zu Es. Mit der viertaktigen, im Chor gesungenen Passage How can he be saved? kehrt die Bridge zur ursprünglichen Rhythmik zurück; dabei wechseln sich die Akkorde D-Dur und Dsus4 mehrfach ab, ehe die harmonische Spannung endgültig auf D-Dur aufgelöst wird.

#### Zwischenspiel 2 / Interlude

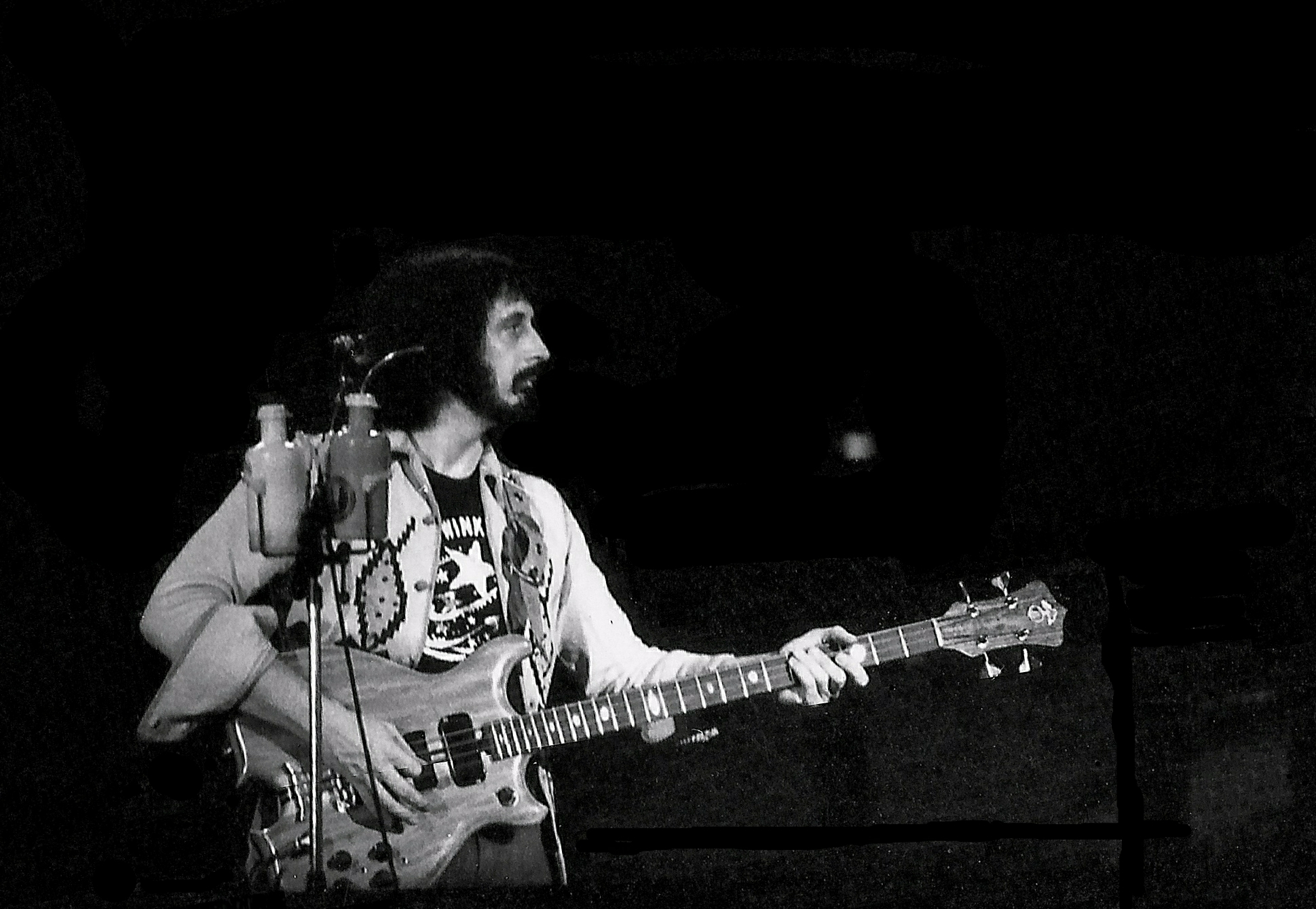
Sang bei den Live-Auftritten maßgeblich den Begleit-Gesang von Christmas mit: der Who-Bassist John Entwistle (hier: 1976 in San Francisco)

Im Zwischenspiel 2 wechselt der Charakter des Stückes abermals:
- Das Tempo halbiert sich (Halfbeat).
- Roger Daltrey übernimmt den Gesangspart des noch kindlichen Tommy.
- Die Begleitung beschränkt sich auf rhythmische Gitarrenakkorde sowie – neu hinzutretend – ein dezentes, von Townshend eingespieltes Klavier.

Der Grundton wandert von Es aufwärts zu G; auf den harmonisch spannenden Septakkord Esmaj7 folgen Fsus2/sus4 und Fsus4, die beide zu F aufgelöst werden, sowie abschließend ein reiner G-Dur-Akkord.

### Aufgreifen von Motiven des SongsChristmasin anderen Musikstücken des AlbumsTommy
Die sechsmal wiederholte Frage Tommy can you hear me?, die im ersten Zwischenspiel von Christmas aufgeworfen wird, findet sich an einer weiteren Stelle des Albums Tommy wieder; es ist der Titel und die dreimal gesungene erste Zeile des nur 1:36 Minute kurzen Stückes 16.
Das musikalische Motiv des zweiten Zwischenspiels von Christmas (See me, Feel me …) findet sich ohne Text bereits in der einleitenden Ouverture („Ouvertüre“), dem ersten, weitgehend instrumentalen Musikstück des Albums. Dieses Zwischenspiel erscheint ferner mit gleichem Text, gleicher Melodie und kaum verändertem Tempo zweimal im 15. Lied Go to the Mirror! sowie als zweiter Teil des finalen dreiteiligen Songs 24, We’re not gonna take it!, der nach dem Erfolg von The Who beim Woodstock-Festival in den USA 1970 als Single veröffentlicht wurde.
Indem beide Zwischenspiele von Christmas angelehnt an klassische Vorbilder in anderen Stücken des Albums wieder aufgegriffen werden, tragen sie dazu bei, das Konzeptalbum Tommy als damals neuartige Rockoper einzustufen.

## Rezeption
Der Musikjournalist Mike Segretto attestiert Christmas eine inhaltlich-thematische Komplexität; sie gehe über das etwas klischeehafte Faith in Something Bigger hinaus, das erste religiös beeinflusste Lied, das Townshend für The Who schrieb, das die Band bereits 1968 aufgenommen hatte, aber erst 1974 auf dem Album Odds & Sods veröffentlichte. Es sei ähnlich komplex wie Glow Girl, eine Geschichte über Wiedergeburt, bei der sich Townshend von seinen Flugtraumata inspirieren ließ; auch dieses Stück hatte die Band bereits 1968 aufgenommen, veröffentlichte es jedoch erst 1974 auf Odds & Sods. Wie bei seinen besten Liedern zu weltlichen Themen stelle Townshend gedankenvolle Fragen, so Segretto, weigere sich aber, sie mit einem Klischee aufzulösen. Songs wie Christmas würden keine selbstgefällige Ebene erreichen, sie würden suchen. Townshend erwarte damit gerade nicht, dass seine Fans seine religiösen Einstellungen übernähmen, vielmehr entsprechend seiner innersten Überzeugung jeder seinen eigenen Weg wählen müsse.
Der Musikjournalist Richie Unterberger stuft Christmas als „exzellenten Song“ ein. Sein Kollege Mac Randall vom Musikmagazin Rolling Stone hält das Lied für „einen der besten Pete-Townshend-Songs des Albums“. Im Life-Magazin lobte der Musikjournalist Albert Goldman den Song und hob besonders den markanten Begleitgesang hervor. Der Autor James Perone hält das Stück „für einen der wohl besten unter den weniger bekannten Songs des Albums“.

## Coverversionen
Das Lied wurde seit der Erstveröffentlichung 1969 mehrfach von anderen Künstlern gecovert, so
- 1973 von dem Orchesterleiter Bruce Baxter auf dem Album Tommy – Excerpts from the Rock Opera,[15]
- 1997 von Charming Beggars auf dem Album Whodunit – Chicago Knows Who,[16]
- von der US-amerikanischen Rockband The Smithereens aus New Jersey auf dem im Oktober 2007 veröffentlichten Album Christmas with The Smithereens sowie dem im Mai 2009 veröffentlichten Album The Smithereens Play Tommy,[17]
- im Juni 2019 von dem Who-Sänger Roger Daltrey auf dem Album The Who’s Tommy Orchestral[18] sowie
- im Juli 2002 in instrumentaler Form von The Section (Vitamin String Quartet) auf dem Album The String Quartet Tribute to The Who’s Tommy.[19]